# 地方法人特別税等に関する暫定措置法
地方法人特別税等に関する暫定措置法（ちほうほうじんとくべつぜいとうにかんするざんていそちほう、平成20年4月30日法律第25号）は、地方法人特別税および地方法人特別譲与税に関する日本の法律である。
法令番号は平成20年法律第25号、2008年（平成20年）年4月30日に公布され、2008年（平成20年）10月1日に施行された。地方税法等の一部を改正する等の法律（平成28年3月31日法律第13号）より廃止された（廃止施行、2020年〈令和2年〉10月1日）。「税制の抜本的な改革において偏在性の小さい地方税体系の構築が行われるまでの間の措置」（第1条）との位置づけのため暫定措置法となっていた。